# Боевой киносборник № 1
«Боевой киносборник № 1» — первый фильм серии из тринадцати боевых киносборников, вышедших в годы Великой Отечественной войны. Киносборник выпущен на экраны 2 августа 1941 года.

## Сюжет

### Эпизод «Встреча с Максимом»
Новелла начинается с кинозала, где советские зрители смотрят финальную часть трилогии о Максиме — «Выборгская сторона». После того, как фильм заканчивается и в зале зажигается свет, с экрана к зрителям выходит актер Борис Чирков в костюме своего героя — Максима. Он начинает убеждать зрителей в необходимости отправиться на фронт. Время от времени он обращает внимание на киноэкран, где показывается хроника-интервью с советским летчиком, а также две новеллы.

### Эпизод «Сон в руку»
Гитлеру (Пётр Репнин) снится тревожный сон: ему снятся рыцари Тевтонского ордена, Наполеон (Владимир Канцель), немецкие оккупанты времён Первой мировой войны — все те, кто испытал на собственной шкуре силу русского оружия. Они являются фюреру с предупреждением, что его поход против русских закончится для него такой же катастрофой, как и для них самих.

### Эпизод «Трое в воронке»
Раненый красноармеец дополз до воронки, где медсестра смогла оказать ему первую помощь. Вскоре появляется раненый немец, и медсестра оказывает помощь и ему. Однако нацист пытается застрелить девушку…

## Роли и создатели
«Встреча с Максимом»
Производство Ленфильм
- Борис Чирков — Максим
- Надир Малишевский — зритель
- Авторы сценария Григорий Козинцев, Леонид Трауберг
- Режиссёр Сергей Герасимов
- Оператор Владимир Яковлев

Эпизод «Сон в руку»
Производство Союздетфильм
- Пётр Репнин — Гитлер
- Владимир Канцель — Наполеон
- Михаил Трояновский — офицер-оккупант
- Виктор Бубнов — барон Зигфрид Волчье Сердце, ливонский рыцарь
- Авторы сценария Леонид Ленч, Борис Ласкин
- Режиссёр Евгений Некрасов
- Оператор Юрий Фогельман

Эпизод «Трое в воронке»
Производство Мосфильм
- Нина Петропавловская — Ксюша, дружинница
- Мариан Яндульский — боец
- А. А.[уточнить] Герр — немецкий офицер
- Автор сценария Леонид Леонов
- Режиссёры Иван Мутанов, Александр Оленин
- Оператор Наум Наумов-Страж
- Композитор Николай Крюков